# میگل ترائوکو
میگوئل تراکو (اسپانیایی: Miguel Trauco‎؛ زادهٔ ۲۵ اوت ۱۹۹۲) بازیکن فوتبال اهل پرو است.
از باشگاه‌هایی که در آن بازی کرده‌است می‌توان به تیم ملی فوتبال پرو، باشگاه فوتبال فلامینگو، و باشگاه فوتبال سویا اشاره کرد.
وی همچنین در تیم ملی فوتبال پرو بازی کرده‌است.